# هنریک قوندیان
هنریک قوندیان (ارمنی: Հենրիկ Կարապետի Ղևոնդյան؛  زادهٔ ۱۹۱۴ - درگذشته تاریخ نامعلوم) کارشناس علوم پرورشیاهل ارمنستان بود.

## زندگی‌نامه
وی در ۱۹۱۴ در هاریچ به دنیا آمد و از دانشگاه دولتی علوم پرورشی خاچاطور آبوویان ارمنستان (۱۹۳۹) فارغ‌التحصیل گشت. همچنین برندهٔ جوایزی همچون نشان جنگ میهنی درجه یک و درجه دو، نشان پرچم سرخ کار و نشان شایستگی نبرد شده است. تاریخ درگذشت وی نامعلوم است.